# Astroblepus brachycephalus
Astroblepus brachycephalus es una especie de pez de la familia Astroblepidae en el orden de los Siluriformes.

## Morfología
Los machos pueden llegar alcanzar los 20 cm de longitud total.

## Distribución geográfica
Se encuentra en los ríos de la costa  pacífica de Ecuador.